# PolyEdit
PolyEdit — небольшой (1,4 Мб) текстовый процессор, работающий под управлением ОС Microsoft Windows. Помимо стандартных для текстовых процессоров возможностей, он может шифровать сохраняемые документы, используя алгоритм Blowfish, SHA-1, и обеспечивает подсветку синтаксиса. Поддерживает работу с русским языком (в различных кодировках — OEM/ANSI/Unicode/UTF-8), включая проверку орфографии и расстановку переносов. Распространяется по принципу shareware.
Также существует PolyEdit Lite-версия, которая несколько урезана в функциональности и распространяется бесплатно по принципу freeware.